# Сплит (город)
Сплит (хорв. Split, итал. Spalato) — город в Хорватии с более чем 1700-летней историей. Самый крупный город Далмации и второй по величине город страны после столицы — Загреба. Центр известного курортного региона, находится в центральной части побережья Адриатики между городами Задар и Дубровник. Население — 178 102 человек (по данным переписи 2011).

## Общие сведения
Город расположен на полуострове Марьян между заливом Каштела и Сплитским каналом у подножия Мосорских гор (высочайшая вершина — Мосор, 1330 метров).
Население занято в туристическом сервисе, торговле, пищевой промышленности, рыболовстве и рыбопереработке, виноделии, производстве удобрений, судостроении, добыче и обработке известняка. Значительное число горожан работает в портах, пассажирском и грузовом. Большой вклад[какой?] в развитие города внесла новая современная автомобильная трасса (А1), связавшая Сплит со столицей и европейскими странами.
Основная достопримечательность города — дворец Диоклетиана (305 год н. э.). В 1979 году центральная историческая часть Сплита внесена в список мирового наследия ЮНЕСКО.

## Транспорт
Сплит связан регулярным автобусным сообщением со всеми крупнейшими городами Хорватии, городами Боснии и Герцеговины и некоторыми европейскими столицами. Автобан А1 позволяет легко доехать до города из континентальной части страны на автомобиле.
Город связан национальными морскими паромными линиями с городами Риека и Дубровник, с островами Брач, Хвар, Шолта, Вис, Корчула и Ластово; а также международными паромами с итальянскими городами Анкона, Венеция и Пескара.
В 20 км от города по дороге на Трогир расположен международный аэропорт, который в туристический сезон работает в очень напряженном режиме (1 955 тысяч пассажиров в 2015 году).
Сплит — самая южная точка национальной хорватской железнодорожной сети, но линия на Сплит не электрифицирована и используется весьма слабо.

## История
Римская колония Салона, остатки развалин которой до сих пор можно видеть в северо-западном предместье Сплита, являлась столицей и экономическим центром провинции Далмация. По преданию, в III веке здесь родился будущий римский император Диоклетиан, который правил Римом с 284 по 305 год и вошёл в историю как реформатор государственного устройства Римской империи и организатор одного из самых жестоких преследований христиан. После отречения от власти в 305 году он вернулся в Сплит, где уже шло строительство дворца для него. Похоронен Диоклетиан был в мавзолее, позднее переделанном в христианский собор.
В 639 году Сплит был разрушен в ходе набега аваров, всё население города укрылось за стенами дворца Диоклетиана.
К концу VII века вся береговая линия района и сам город были заселены славянами. В XII веке Сплит формально признал над собой власть венгерско-хорватской короны, но сохранял фактическую независимость вплоть до 1420 года, когда он вместе с большинством прибрежных и островных городов Далмации вошёл в состав Венеции. Впрочем, и в составе Венеции Сплит пользовался известной автономией. Окрестности Сплита, в особенности берега залива Каштела, стали излюбленным местом отдыха состоятельных венецианцев. Многие виллы и дворцы, построенные ими, сохранились до наших дней.
В Средние века Сплит стал одним из главных хорватских центров торговли, экономики и культуры. Уроженцем Сплита был Марко Марулич, гуманист и писатель, считающийся создателем хорватской национальной литературы.
В 1797 году Сплит, как и вся Далмация, был присоединён к Австрии. После непродолжительного французского владычества в 1813 году он снова перешёл под власть австрийской короны.
Во время первой мировой войны Сплит был оккупирован Италией, а после войны стал частью королевства Сербов, Хорватов и Словенцев (позднее Королевство Югославия).
В апреле 1941 года в ходе Апрельской войны Сплит был вновь оккупирован итальянцами. Согласно Римским договорам, в мае того же года Независимое государство Хорватия уступало город, наряду с иными территориями восточного адриатического побережья, Королевству Италия. В 1943 году он был освобождён партизанами-антифашистами, однако вскоре был взят под контроль уже немецкой армией. 26 октября 1944 года Сплит был окончательно освобождён партизанами от захватчиков. После войны Сплит в составе Хорватии стал частью СФРЮ.
В 1991 году, после провозглашения независимости Хорватии, в Сплите было несколько вооружённых инцидентов между хорватами и расквартированными в городе частями Югославской народной армии (ЮНА), наиболее примечательным стал эпизод бомбардировки города югославским военным кораблём «Сплит». Бомбардировка, впрочем, не нанесла городу существенных повреждений, а уже в январе 1992 года части ЮНА окончательно покинули город. Дальнейшие сражения гражданской войны в бывшей Югославии обошли Сплит стороной.

## Климат
Климат субтропический. С мая по октябрь по-летнему тепло или жарко, зима относительно тёплая. Среднегодовое количество осадков — 806 мм, максимум осадков приходится на конец года. Абсолютный минимум температуры воздуха в Сплиту колеблется от −9° в январе до +13° в июле. Абсолютный максимум — от +20° в январе до +40° июле.
| Показатель                                       | Янв. | Фев. | Март | Апр. | Май  | Июнь | Июль | Авг. | Сен. | Окт. | Нояб. | Дек.  | Год   |
| ------------------------------------------------ | ---- | ---- | ---- | ---- | ---- | ---- | ---- | ---- | ---- | ---- | ----- | ----- | ----- |
| Абсолютный максимум, °C                          | 17,4 | 22,3 | 24,3 | 27,7 | 33,2 | 38,1 | 38,6 | 38,5 | 34,2 | 27,9 | 25,8  | 18,6  | 38,6  |
| Средний суточный максимум, °C                    | 10,2 | 11,0 | 13,7 | 17,4 | 22,5 | 26,7 | 29,8 | 29,5 | 25,1 | 20,0 | 14,9  | 11,5  | 19,4  |
| Средняя температура, °C                          | 7,8  | 8,3  | 10,7 | 14,1 | 18,9 | 22,8 | 25,7 | 25,0 | 21,6 | 17,1 | 12,4  | 9,2   | 16,1  |
| Средний суточный минимум, °C                     | 5,3  | 5,5  | 7,6  | 10,8 | 15,2 | 18,8 | 21,6 | 21,5 | 18,1 | 14,1 | 9,9   | 6,8   | 12,9  |
| Абсолютный минимум, °C                           | −9   | −8,1 | −6,6 | 0,3  | 4,8  | 9,1  | 13,0 | 11,2 | 8,8  | 3,8  | −4,5  | −6,3  | −9    |
| Норма осадков, мм                                | 77,9 | 64,8 | 63,5 | 62,0 | 54,9 | 50,8 | 27,6 | 42,7 | 66,9 | 78,1 | 111,9 | 105,1 | 806,2 |
| Температура воды, °C                             | 15,6 | 15   | 15   | 15,9 | 18,3 | 21,9 | 24,9 | 26,2 | 25,1 | 22,8 | 20    | 17,3  | 19,8  |
| Источник: worldweather.org, Туристический портал |      |      |      |      |      |      |      |      |      |      |       |       |       |

## Спорт
Сплит — спортивный город. Местная футбольная команда «Хайдук» — одна из лучших в Хорватии.
Выходцами из Сплита являются известные хорватские спортсмены — теннисисты Горан Иванишевич и Марио Анчич и баскетболисты Тони Кукоч и Дино Раджа, футболист Никола Влашич, а также прыгунья в высоту — призёр Олимпийских игр в Пекине Бланка Влашич и известный гандболист Ивано Балич. В городе базируются баскетбольная команда «Сплит»/«Югопластика» (сильнейшая команда Европы в 1988—1991), гребная команда «Гусар», команда «Лабуд» по парусному спорту
Воспитанники местного гребного клуба выигрывали чемпионаты мира и Олимпийские игры.
Также в городе популярны водное поло (клубы «Ядран», «ПОШК», «Морнар»), гандбол, плавание и парусный спорт, в особенности виндсёрфинг.
В Сплите проходили женская шахматная олимпиада (1963), Средиземноморские игры в 1979 г., чемпионат Европы по лёгкой атлетике в 1990 г., теннисные турниры.

## Достопримечательности
- Хорватский национальный театр

- Дворец Диоклетиана — четырёхугольный мини-город, отделённый от остального города высокими стенами. Южная стена дворца выходит на набережную, северная — к парку Штроссмайера, восточная — к городскому рынку, а западная — к Народной площади и старому городу вокруг неё. Внутри дворца находятся:
  - Собор св. Дуэ (Домна) — восьмиугольный собор с высокой колокольней, перестроенный в раннем средневековье из мавзолея Диоклетиана. Святой Домн был епископом, замученный при Диоклетиане, считается покровителем Сплита. В соборе — алтарь с рельефными изображениями авторства знаменитого Юрая Далматинца.
  - Перистиль — одна из немногих внутренних дворцовых площадей дошедших с римских времён. Четырёхугольная площадь под открытым небом, окружена мраморными колоннами. Римлянами она использовалась для торжественных церемоний, а в наши дни на площади проходит ежегодный театральный фестиваль Сплитское лето (хорв. Splitsko ljeto).
  - Вестибюль — круглый зал, увенчанный куполом. Вел в несохранившиеся личные покои императора.
  - храм Юпитера — великолепно сохранившийся римский храм, переделанный в раннее средневековье в христианский.
- Крепость Грипе
- Ратуша — старинная ратуша XV века находится на Народной площади. Сейчас в ней размещён Этнографический музей.
- Выразительный памятник Гргуру Нинскому — находится у Северного входа в Диоклетианов дворец. Автор И. Мештрович (1927 г.). Епископ Гргур Нинский, живший в X веке, прославился борьбой за сохранение хорватского языка в богослужении.
- Развалины римской Салоны — находятся в предместье города. Можно увидеть большой амфитеатр, руины храмов, дворцов, вилл.

## Города-побратимы
- Анкона, Италия
- Антофагаста, Чили
- Бейт-Шемеш, Израиль
- Кокбурн, Австралия
- Дувр, Англия
- Гладсаксе, Копенгаген, Дания
- Лос-Анджелес, США
- Мостар, Босния и Герцеговина
- Одесса, Украина
- Острава, Чехия
- Пескара, Италия
- Штип, Северная Македония
- Тронхейм, Норвегия
- Велене, Словения
- Шарлоттенбург-Вильмерсдорф, Берлин, Германия
- Измир, Турция[2]
- Анталья, Турция[3]

- Сплит
- Набережная
- Народная площадь. Ратуша
- Народная площадь. Дом Вико Накича в стиле ар-нуво (арх. Шпиро Накич, 1906)
- Площадь Республики (Прокуративе)
- Жилой квартал
- Жилые дома на улице Тронхеймска
- Школа дизайна, графики и строительства